# Тиберійська вокалізація
Тиберійська вокалізація, тиберійська вказівка або тиберійський ніквуд (івр: הַנִּקּוּד הַטְבֶרְיָנִי haNiqud haTveryani) - це система діакритичних знаків (niqqud). Розроблена тіверіадськими масоретами для додавання до консонантного тексту єврейської Біблії для створення Масоретського тексту. Незабаром ця система почала використовуватись і для вокалізації інших єврейських текстів.
Тиберійська вокалізація позначає голосні та наголоси, робить тонкі відмінності як і довжину приголосних, а також служить як пунктуація. Хоча система тиберії була розроблена для тиберійського івриту, вона стала домінуючою системою вокалізації всіх форм івриту і вже давно витіснила вавилонську і палестинську системи вокалізації.